# Вербин
Ве́рбин — хутор в Белореченском районе Краснодарского края России. Входит в состав Школьненского сельского поселения.

## Географическое положение
Расположен в километре к востоку от села Архиповское. Рядом протекает река Псенафа.

## История
Согласно «Списку населённых мест Северо-Кавказского края» за 1925 год хутор входил в состав Новоалексеевского сельского совета Белореченского района Майкопского округа Северо-Кавказского края. На тот момент его население составляло 347 человек (132 мужчины и 215 женщин), общее число дворов — 57.
По данным поселенной переписи 1926 года по Северо-Кавказскому краю Вербин относился к Архиповскому сельскому совету Белореченского района Майкопского округа. В нём имелось 66 хозяйств, проживало 359 человек (173 мужчины и 186 женщин), в том числе 346 украинцев. Казачье население хутора составляло 23 человека.

## Население
| 1925 | 1926 | 2002 | 2010 |
| ---- | ---- | ---- | ---- |
| 347  | ↗359 | ↘258 | ↘174 |

## Улицы
- ул. Луговая,
- ул. Центральная,
- ул. Южная.